# Jurinella jicaltepecia
Jurinella jicaltepecia là một loài ruồi trong họ Tachinidae.